# 卡米亞尼齊亞 (杜布諾區)
50°19′42″N 25°41′44″E / 50.32833°N 25.69556°E
卡米亞尼齊亞（烏克蘭語：Кам'яниця），是烏克蘭的村落，位於該國西北部羅夫諾州，由杜布諾區負責管轄，始建於1100年，面積0.1平方公里，海拔高度194米，2001年人口310，人口密度每平方公里3,229.2人。